# 冯敏刚
冯敏刚（1946年8月—），男，河北大城人，中华人民共和国政治人物，曾任中共青海省委副书记、政法委书记，中共江苏省委副书记。